# Matthias Weckmann
Pour les articles homonymes, voir Weckmann.
Matthias Weckmann est un musicien et compositeur allemand, né à Niederdorla (dans le bailliage de Dorla) probablement en 1616 et mort à Hambourg le 24 février 1674.

## Biographie
Il est le fils d'un pasteur luthérien. Sa formation musicale s'effectue à Dresde (il est choriste à la Cour de Saxe sous la direction de Heinrich Schütz), puis à Hambourg auprès du célèbre organiste de l'église Saint-Pierre (Petrikirche) Jacob Schultze dit « Prætorius ».
Il est ainsi initié à la tradition musicale italienne (Schütz y a séjourné dans ses années de formation et côtoyé les Gabrieli et Monteverdi) et à  celle des disciples de Sweelinck, dont Hambourg est un des centres. Il part au Danemark en 1637 avec Schütz, devient organiste à Dresde à la cour de l'Electeur de Saxe entre 1638 et 1642, retourne au Danemark jusqu'en 1647, pour fuir les combats qui ensanglantent la Saxe (c'est la Guerre de Trente Ans dont le Danemark est sorti depuis plusieurs années).
Pendant un nouveau et dernier séjour à Dresde, de 1649 à 1655, il rencontre, au cours d'une joute musicale organisée par l'Électeur, Johann Jakob Froberger avec lequel il restera ami et entretiendra toujours une correspondance suivie. En 1655, après concours, il est nommé à l'église Saint-Jacques (Jakobikirche) de Hambourg  et y demeure pour le restant de sa vie. Il y fonde un ensemble orchestral renommé, le Collegium Musicum.

## Œuvres
Il a composé pour l'orgue des variations et préludes de choral, pour le clavecin des œuvres de facture italienne (toccate et canzone) et française (suites), des sonates pour 3 ou 4 instruments, de la musique sacrée instrumentale et vocale.

## Hommages
Est nommé en son honneur (7587) Weckmann, un astéroïde de la ceinture principale découvert en 1992.